# غيثة العوفير
غيثة العوفير (1932 - 2009)، عازفة مغربية، وأول عازفة مغربية على آلة البيانو.

## حياتها
ولدت بمدينة الرباط سنة 1932، وتشربت الموسيقى الأصيلة وخاصة الأندلسية داخل أسرتها حيث كان والدها مختصا في صناعة الآلات الموسيقية. وعضو جوق الإذاعة الوطنية للطرب الأندلسي.
اشتغلت بالإذاعة والتلفزة المغربية من سنة 1958 إلى سنة 1992، وعزفت رفقة أهم الفنانين المغاربة في مجال الموسيقى الأندلسية، مثل مولاي أحمد الوكيلي والحاج عبد الكريم الرايس ومحمد العربي التمسماني، حيث كانوا حريصين على وجودها ضمن مشاركاتهم في الملتقيات الوطنية والدولية، إضافة إلى مساهمتها في 267 تسجيلاً إذاعياً و153 تسجيلاً متلفز.

## وفاتها
توفيت يوم الاثنين 7 سبتمبر 2009 عن عمر يناهز 77 سنة بأحد مستشفيات العاصمة الرباط، ووري جثمانها الثرى في مقبرة الشهداء بالرباط.